# Валдай (станция)
Валдай — железнодорожная станция Московского региона Октябрьской железной дороги на линии Бологое — Дно. Расположена в одноимённом городе.

## Пассажирское сообщение
Останавливаются фирменный поезд Москва — Псков,  пригородные поезда Старая Русса — Едрово и Старая Русса — Бологое и Ласточка Санкт-Петербург — Бологое-Московское — Старая Русса (в сокращённом варианте: Санкт-Петербург — Бологое-Московское — Валдай).